# Акпер, Таир
Таир Акпер (азерб. Tahir İsmayıl oğlu Əkbərov; 20 января 1946 — 2 марта 2018, Баку, Азербайджан) — советский и азербайджанский композитор, певец и преподаватель. Заслуженный деятель искусств Азербайджана (2012).

## Биография
Родился 20 января 1946 года. С детства был увлечён музыкой, и поэтому в 1960 году он поступил в музыкальное училище имени Дзержинского по классу фортепиано, который окончил в 1965 году. В 1969 году стал музыковедом, а в 1970 году он был принят Государственную консерваторию. В 1985 году он стал членом Союза композиторов Азербайджанской ССР, а позже и членом Союза композиторов Азербайджана. Он выступал в качестве певца в разных жанрах — сольное и хоровое пение, а в качестве композитора играл симфоническую музыку. 14 ноября 2012 года ему было присвоено почётное звание — Заслуженный деятель искусств Азербайджанской республики. В ноябре 2017 года он перенёс инсульт и его в экстренном порядке госпитализировали в клиническую больницу № 1, однако он быстро оправился от него и его выписали домой, но в конце февраля 2018 году у него произошёл ещё один инсульт, в результате чего 2 марта 2018 года он скончался у себя дома. В тот же день он был похоронен.

### Творчество
Таир Акпер — композитор, написавший несколько десятков песен, которые пели он сам, Шовкет Алекперова, Мирза Бабаев, Зейнаб Ханларова, Рустам Акберов и другие исполнители. Его песни  исполнялись в Азербайджане, и также в Турции.

### Преподавательская деятельность
Таир Акпер был главным судьёй, а также преподавателем на крупнейших музыкальных фестивалях (Мугам, Народная звезда и т.п)…

## ВидеоссылкиYoutube
- «Musiqi Xəzinəsi» verilişi — Tahir Əkbər (2012)
- Nəzakət Məmmədova — Heç küsməyin yeridirmi?
- Güllü Muradova — Qərarsız mən oldum
- Əlikram Bayramov — Xəzəllərin rəqsi
- Vaqif — Aşiq olmuşam — sözlər: Rəna Mirzəyeva
- Nərgiz Mehdiyeva — Nə istəyirsən?
- Şəhla Həmidova — Gül olaydım ömrünə
- Əlikram Bayramov Xəzəllərin Rəqsi
- Bəstəkar Tahir Əkbərin 70 illik yubileyi qeyd olundu